# Marcelino García Cortés
Marcelino García Cortés (25 de agosto de 1980) es un deportista español que compitió en remo. Ganó una medalla de bronce en el Campeonato Europeo de Remo de 2009, en la prueba de cuatro sin timonel.

## Palmarés internacional
| Campeonato Europeo | Campeonato Europeo  | Campeonato Europeo | Campeonato Europeo |
| Año                | Lugar               | Medalla            | Prueba             |
| ------------------ | ------------------- | ------------------ | ------------------ |
| 2009               | Brest (Bielorrusia) | Medalla de bronce  | Cuatro sin timonel |